# Palazzo Venusio (Neapel)

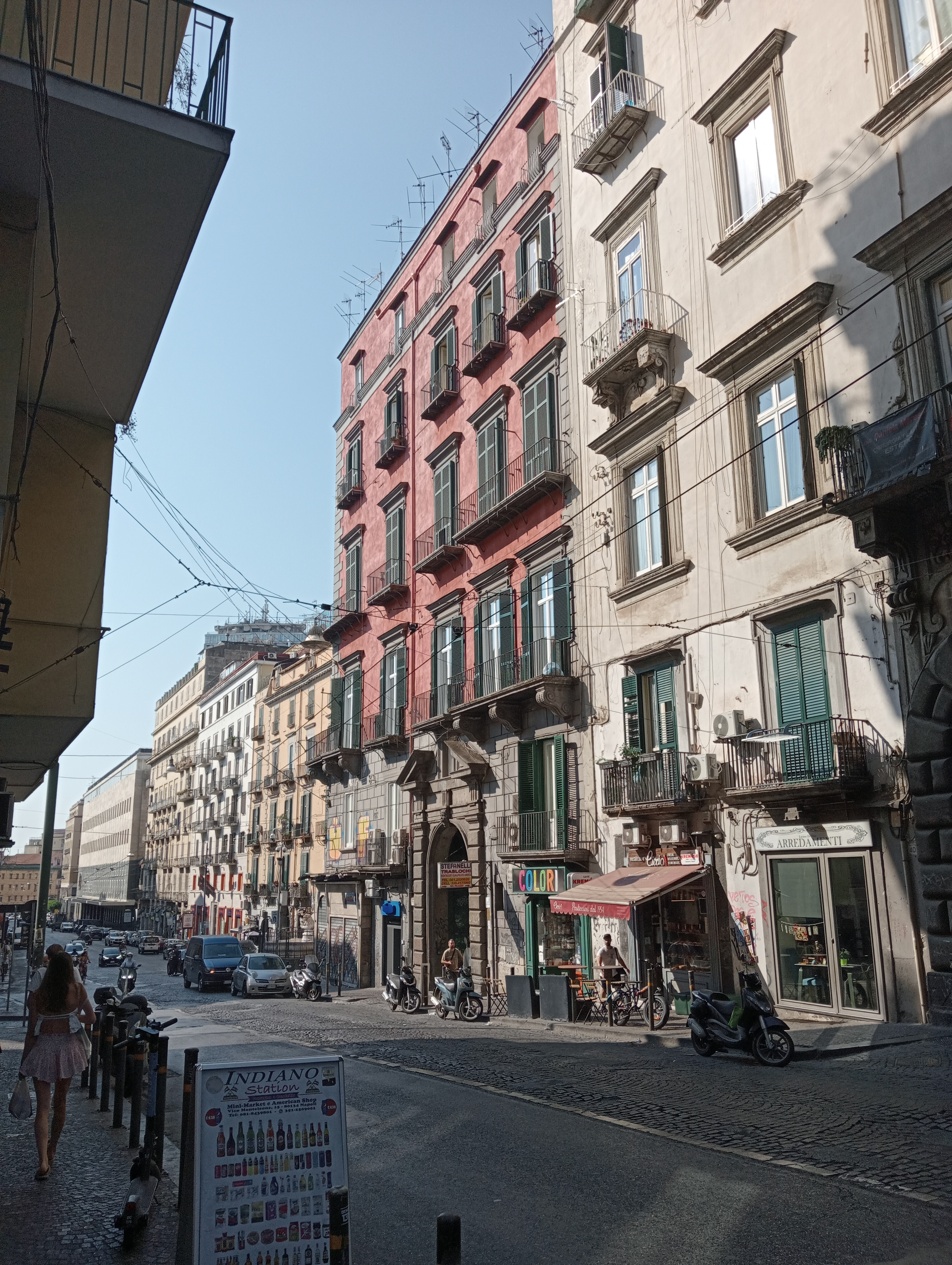
Palazzo Venusio in Neapel: Fassade in pompeianisch Rot

Der Palazzo Venusio ist ein Palast aus dem 16. Jahrhundert im Viertel San Giuseppe von Neapel in der italienischen Region Kampanien. Er liegt in der Via Sant’Anna dei Lombardi, 36.

## Geschichte
Der Palast stammt aus dem 16. Jahrhundert, aber das Gebäude wurde im Laufe der Jahrhunderte mehrfach verändert. Der letzte Umbau fand 1826 unter Leitung von Camillo Napoleone Sasso im Auftrag der Familie De Martino statt.

## Beschreibung
Den Palast kennzeichnet ein Barockportal, bestehend aus einem geformten Rahmen mit behauenem Schlussstein, flankiert von toskanischen Lisenen; darüber befindet sich ein Gebälk mit gebrochenem Tympanon, unterbrochen von einem Fenster im Zwischengeschoss. Die Fenster besitzen Stuckrahmen aus dem 19. Jahrhundert. Auf der Gewölbedecke des Eingangs befindet sich das Fresko mit dem Familienwappen der Markgrafen Venusio, denen der Palast nach den oben erwähnten De Martinos gehörte. Entlang der Treppe sind einige Statuen platziert.

## Galeriebilder

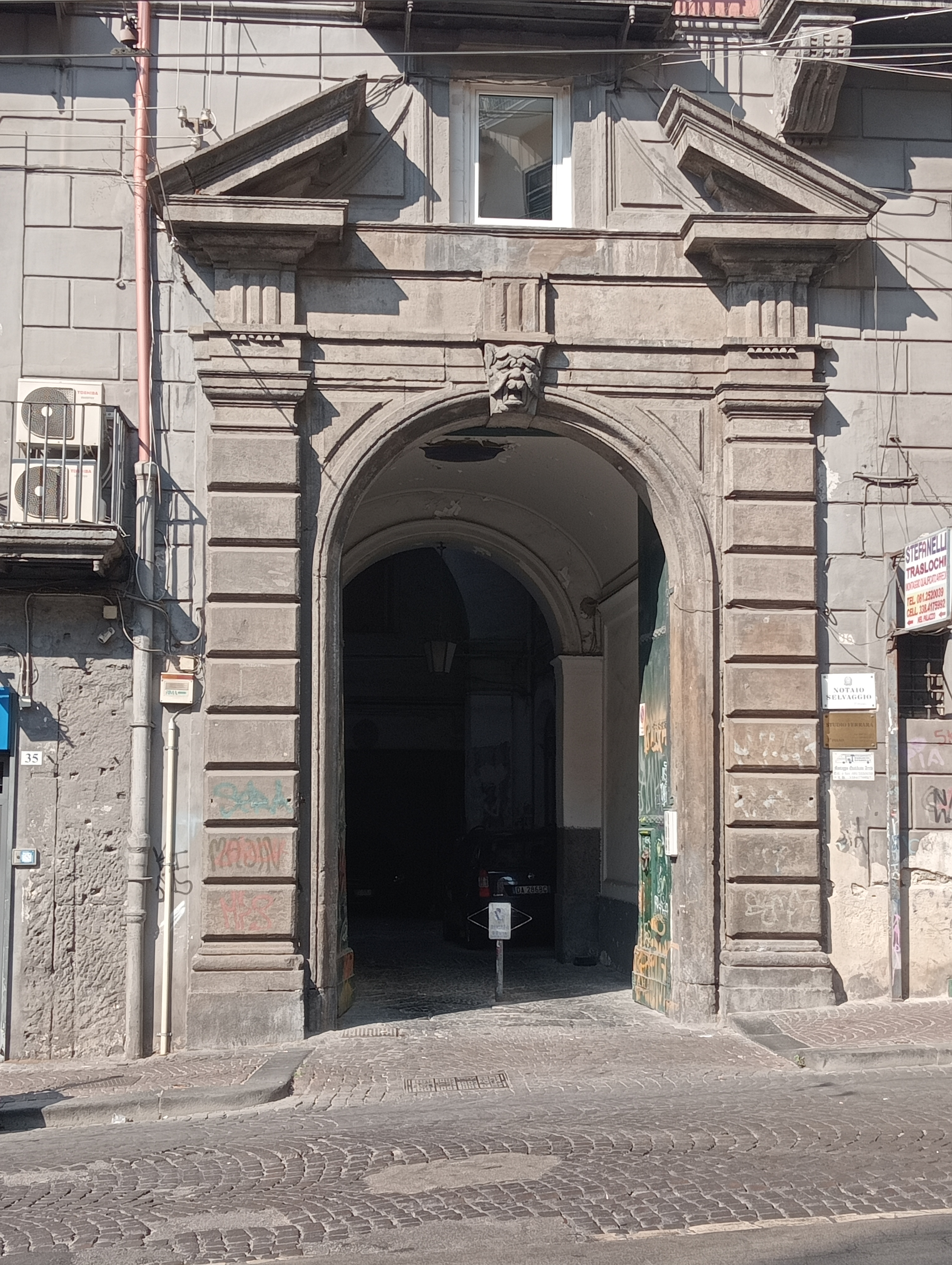
Das Portal aus Piperno
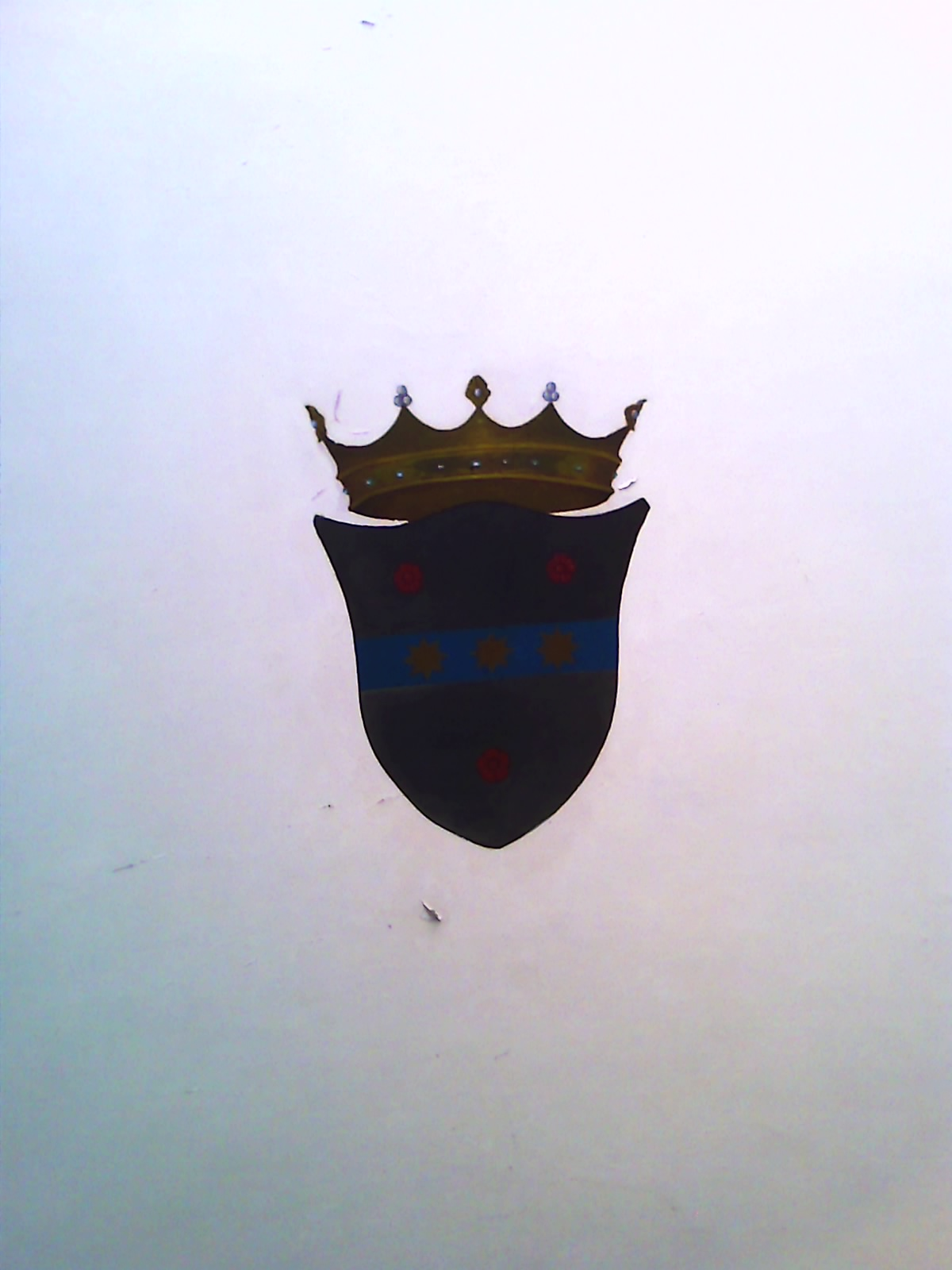
Das Wappen an der Decke des Eingangs